# Kaori Ichō
Kaori Ichō (jap. 伊調 馨, Ichō Kaori; * 13. Juni 1984 in Hachinohe, Präfektur Aomori, Japan) ist eine japanische Ringerin. Sie ist Olympiasiegerin 2004, 2008, 2012 und 2016 und zehnfache Weltmeisterin in der Gewichtsklasse bis 63 kg bzw. bis 58 kg Körpergewicht.

## Werdegang
Kaori Ichō stammt aus einer Ringerfamilie und wurde bereits im Alter von drei Jahren von ihrer älteren Schwester Chiharu zum Training mitgenommen. Aus anfänglicher spielerischer Betätigung erwuchs dabei bald ernsthaftes Training. Während des Besuchs der Chōja-Mittelschule erreichte sie bei den Nationalen Mittelschulmeisterschaften der Frauen zwei aufeinanderfolgende Titelgewinne. In ihrer Oberschulzeit gehörte Kaori Ichō dem Wrestlingclub der von der Chūkyō-Frauenuniversität betriebenen Shigakuhan-Oberschule in Nagoya an. Bald zählte sie als Juniorin zu den besten Nachwuchsringerinnen Japans und im Jahre 2002 wurde sie erstmals japanische Meisterin bei den Seniorinnen in der Gewichtsklasse bis 63 kg Körpergewicht (KG). In dieser Gewichtsklasse bestritt sie auch alle ihre weiteren Wettkämpfe. Während ihres Studiums startete sie für den Wrestlingclub der Chūkyō-Frauenuniversität. Seit 2007 ist sie im Wrestlingclub des Sicherheitsunternehmens ALSOK Sōgō Keibi Hoshō (ALSOK綜合警備保障). In der Nationalmannschaft der Frauen, der sie seit 2002 angehört, wird sie von Kazuhito Sakae trainiert.
Im Jahre 2002 begann die internationale Laufbahn von Kaori Ichō. Sie wurde bei den Asienspielen in Busan eingesetzt. Sie kam dort in das Finale gegen die Chinesin Xu Haiyan, in dem sie dieser knapp nach Punkten unterlag und damit den 2. Platz belegte. Bis zum Jahre 2009 blieb dies die einzige Niederlage von Kaori Ichō.
2002 wurde sie in Chalkida/Griechenland erstmals Weltmeisterin. Dabei besiegte sie u. a. mit Sara McMann aus den Vereinigten Staaten, Lene Aanes aus Norwegen und Sara Eriksson aus Schweden drei Weltklasseathletinnen. Im Jahre 2003 verteidigte Kaori Ichō ihren Weltmeistertitel in New York City erfolgreich. Im Finale musste sie dabei gegen Sara McMann hart kämpfen, um zu einem knappen Punktsieg (4:3 techn. Punkte) zu kommen. Vorher hatte sie allerdings vier Gegnerinnen mit insgesamt 25:0 technischen Punkten abgefertigt.
Im Jahre 2004 standen bei den Olympischen Spielen in Athen auch erstmals Wettbewerbe für Frauen auf dem Programm. In ihrer angestammten Gewichtsklasse besiegte Kaori Ichō dort Ludmila Golowchenko aus der Ukraine, Aljona Kartaschowa aus Russland, Lise Legrand aus Frankreich und Sara McMann, wobei der Sieg über Sara McMann wieder sehr knapp war (3:2 technische Punkte). Sie erhielt dafür den Ehrenpreis der Bürger von Hachinohe, den Ehrenpreis der Bürger der Präfektur Aomori, die Sportverdienstauszeichnung der Präfektur Aichi und des Ministeriums für Bildung, Kultur, Sport, Wissenschaft und Technologie, sowie den Verdienstorden am purpurnen Band.
Auf Sara McMann traf Kaori Ichō bei der Weltmeisterschaft 2005 in Budapest gleich in ihrem ersten Kampf. Sie gewann dabei wieder knapp nach Punkten (5:3 technische Punkte). Ihre weiteren Gegnerinnen, Helena Allandi aus Schweden, Anna Polownewa aus Russland und Jing Ruixue aus China besiegte sie überlegen nach Punkten. Insgesamt erzielte sie dabei 16:0 technische Punkte.
Im Jahre 2006 erhielt sie bei den Asienspielen in Doha die Gelegenheit, sich bei den Chinesin Xu Haiyan für die Niederlage bei den Asienspielen von 2002 zu revanchieren. Dies gelang ihr eindrucksvoll mit einem klaren Punktsieg. Auch bei den Weltmeisterschaften 2006 im chinesischen Guangzhou gelang ihr im Endkampf ein Punktsieg über Xu Haiyan (2:0 technische Punkte). Sie gewann damit bereits ihren vierten Weltmeistertitel.
Im Jahre 2007 kam es bei den Asienmeisterschaften in Bischkek zu einem kleinen Eklat, für den Kaori Ichō zusammen mit ihrer Schwester Chiharu sorgte. Chiharu Ichō, immerhin auch mehrmalige Weltmeisterin in der Gewichtsklasse bis 48 kg, brachte bei dieser Veranstaltung das Gewichtslimit nicht und konnte damit keine Kämpfe bestreiten. Kaori Ichō hingegen gab unmittelbar vor Beginn ihres ersten Kampfes eine Beinverletzung an, die ihr das Kämpfen unmöglich mache, und schied ebenfalls kampflos aus dem Turnier aus. Ichō landete in ihrer Gewichtsklasse auf dem 8. und letzten Platz, blieb aber auf der Matte weiterhin seit 2002 unbesiegt.
Bereits bei den Weltmeisterschaften 2007 in Baku gewann Kaori Ichō erneut den Weltmeistertitel. Auf dem Wege zu diesem Titel besiegte sie mit Sara McMann (3:1 technische Punkte), Yoselin Rojas Urbina, Venezuela, Xu Haiyan (3:1 technische Punkte), Lise Legrand (8:2 technische Punkte) und Elena Schalygina, Kasachstan (4:0 technische Punkte) durchwegs Weltklasseringerinnen.
Bei den Olympischen Spielen 2008 in Peking wiederholte Kaori Ichō ihren Erfolg von Athen. Sie wurde mit vier Siegen erneut Olympiasiegerin. Als ihre härteste Gegnerin erwies sich dabei im Viertelfinale die Kanadierin Martine Dugrenier, der es gelang, ihr eine Runde abzunehmen. Kaori Ichō gewann den Kampf gegen Martine Dugrenier mit 2:1 Runden bei 2:2 technischen Punkten. Den Endkampf gewann sie sicher über die Russin Aljona Kartaschowa.
Da bei den Olympischen Spielen in Peking bei den Frauen nur Wettbewerbe in vier Gewichtsklassen stattfanden, veranstaltete der internationale Ringerverband FILA im Oktober 2008 in Tokio auch Weltmeisterschaften für Frauen. Kaori Ichō verzichtete dabei, wie auch schon bei den japanischen Meisterschaften 2008, auf eine Teilnahme, zugunsten ihrer Landsfrau Mio Nishimaki, die auch Weltmeisterin wurde.
Nach einem Jahr Pause bei internationalen Meisterschaften setzte Kaori Icho ihre erfolgreiche Karriere im Jahre 2010 fort. Sie knüpfte dabei nahtlos an ihre früheren Erfolge an und wurde 2010 in Moskau und 2011 in Istanbul wieder Weltmeisterin in der Gewichtsklasse bis 63 kg. In den entscheidenden Kämpfen besiegte sie dabei jeweils Marianna Sastin und Elena Piroschkowa. Bei den Weltmeisterschaften in Istanbul musste sie dabei sogar sechs Kämpfe bestreiten, die sie alle ohne einen Gegenpunkt gewann. Insgesamt erzielte sie dabei 31:0 Punkte.
2012 gewann Kaori Icho bei den Olympischen Spielen in London ihre dritte Goldmedaille. Auf dem Weg zu diesem Erfolg besiegte sie Martine Dugrenier, Kanada, Henna Johansson, Schweden, Sorondsonboldyn Battsetseg, Mongolei und Jing Ruixue, China.
Neben ihren großen internationalen Erfolgen wurde Kaori Ichō in den Jahren 2002 bis 2011 auch neunmal in Folge japanische Meisterin. Gemeinsam mit Saori Yoshida wurde sie 2012 für ihre Leistungen als Ringerin mit dem Kikuchi-Kan-Preis ausgezeichnet.
Nachdem 2013 bis Mitte September von ihr nichts zu sehen war, rechnete eigentlich niemand, dass sie ihre internationale Karriere fortführen würde. Etwas überraschend erschien sie aber bei den Weltmeisterschaften dieses Jahres in Budapest und war, das zeigten schon ihre ersten Kämpfe, in blendender Form. So ist es nicht verwunderlich, dass sie in ihrer angestammten Gewichtsklasse bis 63 kg mit Siegen über Jekaterina Larionowa, Kasachstan, Shelok Dolma, China, Jackeline Rentería Castillo, Kolumbien und Sorondsonboldyn Battsetseg, ihren achten Weltmeistertitel gewann. Im Dezember 2013 startete Kaori Icho bei dem japanischen Meisterschaften überraschenderweise in der Gewichtsklasse bis 59 kg und holte sich dort ihren 10. japanischen Meistertitel, wobei sie im Endkampf Kazuki Sakagami besiegte.
Auch 2014 startete Kaori Icho nicht mehr in der Gewichtsklasse bis 63 kg, sondern in der nach einer Gewichtsklassenreform durch den Internationalen Ringerverband (FILA) neu eingerichteten Gewichtsklasse bis 58 kg Körpergewicht. In dieser Gewichtsklasse siegte sie im Januar 2014 beim „Iwan-Yarigin-Golden-Grand-Prix“ in Krasnojarsk vor Tserenchimed Suchee, Mongolei. Im September 2014 ging sie bei den Weltmeisterschaften in Taschkent an den Start und gewann dort mit Siegen über Asem Seidametowa, Usbekistan, Allisson Mackenzie Ragan, USA, Anastassia Huchok, Belarus, und Waleria Koblowa Scholobowa, Russland, erneut den Weltmeistertitel. Im Dezember 2014 gewann sie erneut den japanischen Meistertitel vor Risako Kawai und Nachi Masuda.
Im Mai 2015 wurde Kaori Icho in Doha Asienmeisterin in der Gewichtsklasse bis 58 kg vor Aisuluu A Tinibekowa, Kirgisistan, Aiym Abdildina, Kasachstan und Geeta Geeta, Indien. Sie war auch im September 2015 bei den Weltmeisterschaften in Las Vegas nicht zu schlagen. Mit Siegen über Geeta Geeta, Elif Jale Yeşilırmak, Türkei, Marianna Sastin, Ungarn, Jackeline Renterio Castillo, Kolumbien und Petra Olli aus Finnland gewann sie ihren zehnten Weltmeistertitel. Im Dezember 2015 gewann Kaori Icho schließlich ihren zwölften japanischen Meistertitel. In der Gewichtsklasse bis 58 kg besiegte sie dabei im Finale Nachi Masuda.
Am 29. Januar 2016 verlor Kaori Icho nach vielen Jahren wieder einmal einen Kampf. Sie unterlag im Finale des „Iwan-Yarigin“-Memorials in Krasnojarsk in der Gewichtsklasse bis 58 kg Körpergewicht gegen die Mongolin Purevdorj Orchon nach 5:09 Minuten mit 0:10 Punkten (Technischer Fall).
Am 18. August 2016 gewann Kaori Icho bei den Olympischen Spielen in Rio de Janeiro in der Gewichtsklasse bis 58 kg ihre vierte Goldmedaille. Sie ist damit die einzige Athletin, die bei vier verschiedenen Olympischen Spielen eine Goldmedaille gewinnen konnte. Auf dem Weg zu diesem Erfolg besiegte sie in Rio Marwa Amri aus Tunesien, Elif Jale Yeşilırmak, Türkei, Julija Ratkewitsch, Aserbaidschan und im Finale Walerija Sergejewna Scholobowa Koblowa aus Russland, gegen sie sie beim knappen 3:2-Punktsieg aber alles geben musste.
Danach kam es im japanischen Ringerverband zu erheblichen Turbulenzen, was zur Folge hatte, dass Kaori Icho keine Wettkämpfe mehr bestritt. Im Dezember 2018 unternahm sie aber ein erfolgreiches Comeback. Sie nahm an den japanischen Meisterschaften teil und wurde am 20. Dezember 2018 in Tokio mit einem Sieg über die amtierende Weltmeisterin Risako Kawai in der Gewichtsklasse bis 57 kg wieder japanische Meisterin.
Bei den Asienmeisterschaften 2019 in Xi’an, China musste Kaori Ichō erkennen, dass es nicht ganz so einfach ist, nach dreijähriger Abstinenz auf der internationalen Ringermatte gleich wieder die dominierende Stellung einzunehmen. Sie verlor bei diesen Meisterschaften in der Gewichtsklasse bis 57 kg im Halbfinale gegen die Nordkoreanerin Jong Myung-Suk nach Punkten (4:7). Mit einem Sieg über die Vietnamesin Nguyen Thi My Trang gewann sie aber noch eine Bronzemedaille.
Im Juni 2019 verlor Kaori Ichō im Finale des Meiji-Cups in Tokio, dem für die Nominierung für die Weltmeisterschaften maßgebenden Turniers, in der Gewichtsklasse bis 57 kg gegen Risako Kawai mit 4:6 Punkten. Ihre Nominierung für die Weltmeisterschaften 2019 ist daher fraglich. Für den 6. Juli 2019 setzte der japanische Ringerverband eine nochmalige Ausscheidung für die Weltmeisterschaften zwischen Kaori Ichō und Risako Kawai an. Diesen Kampf gewann erneut Risako Kawai bei Punktgleichstand von 3:3 auf Grund der höheren Wertung.

## Internationale Erfolge
| Jahr | Platz | Wettbewerb                                      | Gewichtsklasse | |
| 2002 | 2.    | Asienspiele in Busan                            | bis 63 kg      | hinter Xu Haiyan, China, vor Otschirbatyn Mjagmarsüren, Mongolei, und Chuang Shu-Tang, Taiwan;                                                               |
| 2002 | 1.    | Welt-Cup in Kairo                               | bis 63 kg      | vor Lili Meng, China, Viola Yanik, Kanada, Ljubow Michailowna Wolossowa, Russland, und Anna Polownewa, Russland;                                             |
| 2002 | 1.    | WM in Chalkida/Griechenland                     | bis 63 kg      | mit Siegen über Yoon So-young, Südkorea, Sara McMann, USA, Malgorzata Bassa-Roguska, Polen, Lene Aanes, Norwegen, und Sara Eriksson, Schweden;               |
| 2003 | 1.    | WM in New York City                             | bis 63 kg      | mit Siegen über Agora Papavasileiou, Griechenland, Lise Legrand, Frankreich, Olga Schilko, Belarus, Ludmila Golowtschenko, Ukraine, und Sara McMann;         |
| 2003 | 1.    | Welt-Cup in Tokio                               | bis 63 kg      | vor Sara McMann, Su Huihua, China, und Tora Roso Hedican, Kanada;                                                                                            |
| 2003 | 1.    | Asien Cup in Alma-Ata (Almaty)                  | bis 63 kg      | vor Huang Wenwon, China, Tümen-Öldsiin Mjagmarsüren, Mongolei, und Schanna Kaikonowa, Kasachstan;                                                            |
| 2004 | 1.    | Asienmeisterschaften in Tokio                   | bis 63 kg      | vor Su Huihua, Otschirbatyn Nasanburmaa, Goetika Jakhar, Indien, und Huang Jin-young, Südkorea;                                                              |
| 2004 | Gold  | OS in Athen                                     | bis 63 kg      | mit Siegen über Ludmila Golowtschenko, Ukraine, Aljona Kartaschowa, Russland, Lise Legrand und Sara McMann;                                                  |
| 2004 | 1.    | Welt-Cup in Tokio                               | bis 63 kg      | vor Helen Hennick, Kanada, Anna Polownewa, Russland, und Alaina Berube, USA;                                                                                 |
| 2005 | 1.    | Welt-Cup in Clermont-Ferrand                    | bis 63 kg      | vor Oxana Schalikowa, Ukraine, Meryem Selloum, Frankreich, Anna Polownewa und Kaci Lyle, USA;                                                                |
| 2005 | 1.    | Asienmeisterschaften in Wuhan                   | bis 63 kg      | vor Goetika Jakhar, Lili Meng, China, Huang Jin-young und Salatun Ika, Indonesien;                                                                           |
| 2005 | 1.    | Welt-Universitäten-WM in Izmir                  | bis 63 kg      | vor Olga Schilko, Meryem Selloum und Alaina Berube; |
| 2005 | 1.    | WM in Budapest                                  | bis 63 kg      | mit Siegen über Sara McMann, Helene Allandi, Schweden, Anna Polownewa und Jing Ruixue, China;                                                                |
| 2006 | 1.    | Asienspiele in Doha                             | bis 63 kg      | mit Siegen über Nguyen Thi Hai Yen, Vietnam, Xu Haiyan, China, und Goetika Jakhar;                                                                           |
| 2006 | 1.    | WM in Guangzhou                                 | bis 63 kg      | mit Siegen über Megan Dolan-Schweitzer, Kanada, Nguyen Thi Hai Yen, Yoselin Rojas Urbina, Venezuela, Monika Rogien, Polen, und Xu Haiyan;                    |
| 2006 | 1.    | Welt-Cup in Nagoya                              | bis 63 kg      | vor Xu Haiyan, Sara McMann und Anna Polownewa; |
| 2007 | 8.    | Asienmeisterschaften in Bischkek                | bis 63 kg      | Aufgabe vor ihrem ersten Kampf wegen einer Beinverletzung;                                                                                                   |
| 2007 | 1.    | WM in Baku                                      | bis 63 kg      | mit Siegen über Sara McMann, Yoselin Rojas Urbina, Xu Haiyan, Lise Legrand und Jelena Schalygina, Kasachstan;                                                |
| 2007 | 1.    | Welt-Cup in Clermont-Ferrand                    | bis 63 kg      | mit Siegen über Anna Polownewa, Oksanka Schalikowa, Ukraine, und Kaci Lyle;                                                                                  |
| 2008 | 1.    | Asienmeisterschaften in Jeju/Südkorea           | bis 63 kg      | vor Badrachyn Odontschimeg, Mongolei, Jelena Schalygina und Hou Min-Won, Taiwan;                                                                             |
| 2008 | Gold  | OS in Peking                                    | bis 63 kg      | mit Siegen über Olesja Zannula, Aserbaidschan, Randi Miller, USA, Martine Dugrenier, Kanada, und Aljona Kartaschowa, Russland                                |
| 2010 | 1.    | Welt-Cup in Nanjing                             | bis 63 kg      | vor Natalja Lauschkina, Russland, Otschirbatyn Nasanburmaa, Mongolei, und Jiao Yuanyuan, China                                                               |
| 2010 | 1.    | WM in Moskau                                    | bis 63 kg      | nach Siegen über Henna Johansson, Schweden, Chen Meng, China, Marianna Sastin und Elena Piroschkowa, USA                                                     |
| 2011 | 1.    | Golden-Grand-Prix in Krasnojarsk                | bis 63 kg      | vor Inna Traschukowa und Ljubow Michailowna Wolossowa, beide Russland, und Otschirbatyn Nasanburmaa                                                          |
| 2011 | 1.    | Welt-Cup in Liévin                              | bis 63 kg      | vor Justine Bouchard, Kanada, und Jing Ruixue, China |
| 2011 | 1.    | Asienmeisterschaften in Taschkent               | bis 63 kg      | vor Kim Ran-Mi, Nordkorea, Luong Thi Nguyen, Vietnam, und Scharchüügiin Tümentsetseg, Mongolei                                                               |
| 2011 | 1.    | WM in Istanbul                                  | bis 63 kg      | nach Siegen über Jelena Schalygina, Julija Ostaptschuk, Ukraine, Michaela Spoutsova, Tschechien, Jing Ruixue, Elena Piroschkowa und Marianna Sastin          |
| 2012 | 1.    | Golden-Grand-Prix in Krasnojarsk                | bis 63 kg      | vor Natalja Smirnowa, Russland, und Erin Clodgo, USA |
| 2012 | 1.    | Welt-Cup in Tokio                               | bis 63 kg      | vor Jing Ruixue und Ljubow Michailowna Wolossowa, Russland                                                                                                   |
| 2012 | Gold  | OS in London                                    | bis 63 kg      | mit Siegen über Martine Dugrenier, Kanada, Henna Johansson, Schweden, Sorondsonboldyn Battsetseg, Mongolei, und Jing Ruixue, China                           |
| 2013 | 1.    | WM in Budapest                                  | bis 63 kg      | nach Siegen über Jekaterina Larionowa, Kasachstan, Shelok Dolma, China, Jackeline Renteria Castillo, Kolumbien, und Sorondsonboldyn Battsetseg, Mongolei     |
| 2014 | 1.    | „Iwan-Yarigin“-Golden-Grand-Prix in Krasnojarsk | bis 58 kg      | vor Tserenchimed Suchee, Mongolei, Petra Olli, Finnland, und Hanna Wassylenko, Ukraine                                                                       |
| 2014 | 1.    | WM in Taschkent                                 | bis 58 kg      | nach Siegen über Asem Seidametowa, Usbekistan, Allisson Mackenzie Ragan, USA, Anastassia Huchok, Belarus, und Waleria Scholobowa Koblowa, Russland           |
| 2015 | 1.    | Asienmeisterschaften in Doha                    | bis 58 kg      | vor Aisuluu A Tinibekowa, Kirgisistan, Aiym Abdildina, Kasachstan, und Geeta Geeta, Indien                                                                   |
| 2015 | 1.    | WM in Las Vegas                                 | bis 58 kg      | nach Siegen über Geeta Geeta, Elif Jale Yeşilırmak, Türkei, Marianna Sastin, Ungarn, Jackeline Renteria Castillo, Kolumbien, und Petra Olli, Finnland        |
| 2016 | 2.    | „Iwan-Yarigin“-Memorial in Krasnojarsk          | bis 58 kg      | hinter Purevdorj Orchon und vor Bataarjav Shoovdor und Tserenchimed Sukhee, alle Mongolei                                                                    |
| 2016 | Gold  | OS in Rio de Janeiro                            | bis 58 kg      | nach Siegen über Marwa Amri, Tunesien, Elif Jale Yeşilırmak, Türkei, Julija Ratkewitsch, Aserbaidschan, und Walerija Sergejewna Scholobowa Koblowa, Russland |
| 2019 | 3.    | Asienmeisterschaften in Xi’an, China            | bis 57 kg      | nach einem Sieg über Um Jieun, Südkorea, einer Niederlage gegen Jong Myong-Suk, Nordkorea, und einem Sieg über Nguyen Thi My Trang, Vietnam                  |

## Japanische Meisterschaften
| Jahr | Platz | Gewichtsklasse | Ergebnisse                                       |
| 2002 | 1.    | bis 63 kg      | vor Ayako Shōda                                  |
| 2003 | 1.    | bis 63 kg      | vor Ayako Shōda                                  |
| 2004 | 1.    | bis 63 kg      | vor Ayako Shōda                                  |
| 2005 | 1.    | bis 63 kg      | vor Erika Matsukawa                              |
| 2006 | 1.    | bis 63 kg      | vor Ayako Shōda                                  |
| 2007 | 1.    | bis 63 kg      | vor Erika Matsukawa                              |
| 2009 | 1.    | bis 63 kg      | vor Mio Nishimaki und Seiko Yamamoto             |
| 2010 | 1.    | bis 63 kg      | vor Seiko Yamamoto, Rio Watari und Kayoko Kudo   |
| 2011 | 1.    | bis 63 kg      | vor Rio Watari, Seiko Yamamoto und Kayoko Kudo   |
| 2013 | 1.    | bis 59 kg      | vor Kazuki Sakagami, Risako Kawai und Yui Sakano |
| 2014 | 1.    | bis 58 kg      | vor Risako Kawai und Nachi Masuda                |
| 2015 | 1.    | bis 58 kg      | vor Nachi Masuda, Mikako Higuchi und Yuumi Kon   |
| 2018 | 1.    | bis 57 kg      | vor Risako Kawai und Akie Hanai                  |

Erläuterungen
- alle Wettbewerbe im freien Stil
- OS = Olympische Spiele, WM = Weltmeisterschaften